# Skubbekværn
En skubbekværn er en  enkel type kværn der kan anvendes til formaling eller grutning af korn til mel. 'Løberen' er en mindre sten der skubbes mod 'liggeren' hvor kernerne er fordelt i en større eller mindre fordybning. Skubbekværne har været anvendt i stenalderen, i Danmark fra omkring 4000 f.Kr. til ind i første årtusinde e.Kr. hvor drejekværnen vandt indpas.

## Galleri
| - Rekonstruktion af en skubbekværn fra en keltisk landsby Mitterkirchen i Oberösterreich |